# Niederhenneborn
Niederhenneborn ist ein Ortsteil der Stadt Schmallenberg in Nordrhein-Westfalen.

## Geografie
Niederhenneborn liegt im Hennetal, etwa 1,7 km nordwestlich von Oberhenneborn und 1,9 km südöstlich von Landenbeck. Durch Niederhenneborn führt die Landesstraße 914, die diese beiden Orte verbindet. Eine weitere Straße führt nach Kirchrarbach.
In Niederhenneborn steht eine Kapelle, die der Hl. Luzia geweiht ist. Südlich des Ortes liegt ein Sportplatz des Sportvereins der benachbarten Ortschaften.

## Geschichte
Niederhenneborn bestand ursprünglich aus vier Höfen. Der Cordes-Hof war ein Freistuhlgut des Amtes Fredeburg und gehörte zu dessen größten Höfen. Am 1. Januar 1975 wurde Niederhenneborn mit der Gemeinde Rarbach, zu der es bis dahin gehörte, in die Stadt Schmallenberg eingegliedert.